# 联合国安全理事会第82号决议
联合国安理会第82号决议是联合国安全理事会于1950年6月25日通过的一项决议，其中要求北朝鲜立即停止侵略大韩民国以避免朝鲜战争的全面爆发。联合国安全理事会以9票赞成、无反对票及一票弃权的表决结果通过了此项决议。
第二次世界大战结束后，朝鲜半岛被美国和苏联占领军沿北纬38度线划分为两个部分，双方都试图在各自占领的一侧建立起一个政府。随着冷战的开始，朝韩两国之间的局势渐趋紧张。6月25日，北面的北朝鲜入侵南方的大韩民国，朝鲜战争由此爆发。在这段时间里，新组建的联合国支持大韩民国，并认为这是朝鲜半岛唯一的合法政府。
决议案經各國討論後，得到全體確認北朝鲜須立即停止侵略并将军队撤回38线以北，對於這樣的事件定性，看起来这是美国的一次外交上的胜利，不过北朝鲜完全没有理会安理会这一决议案，令联合国和美国转而采取进一步行动，朝鲜战争于是因大规模的国际参与而扩大。

## 背景

北朝鲜最高领导人金日成

### 朝鲜半岛的分裂
第二次世界大战期间，朝鲜半岛一度为大日本帝国所占据，随着日本全面战败，半岛也由两个集团沿北纬38度线分割成两部分:2。由苏联占领的北方将自己确立为一个共产主义国家，名为朝鲜民主主义人民共和国，最高领导人是金日成:5。由美国占领的南方则成立了由反共产主义的领导人李承晚统治的大韩民国:4。随着美国和苏联之间的局势渐趋紧张，朝韩两国政府都声称对整个半岛拥有主权:5。
1947年末，联合国大会第112号决议建立了一个临时委员会来监督韩国的自由选举:251，打算将半岛统一到一个政府下:5，但联合国的临时委员会无法进入北朝鲜境内。
视察了大韩民国的选举后，联合国于1948年12月12日发布了第195号决议，认为朝鲜半岛应尽快建立统一政府，苏联和美国的占领军都应该撤离:304。
随着时间的推移，北朝鲜政府变得更具侵略性，南北军队之间的小冲突也变得很常见。联合国派出了军事观察员前去观测相关情况并预防事态升级:6。1949年10月21日联合国大会通过第293号决议，认为大韩民国是朝鲜半岛唯一的合法政府:251。北朝鲜对此向联合国发回了强烈回应，否认联合国在半岛活动的合法性，并声称将会把联合国驻韩临时委员会赶出国门:5。

### 战争爆发
1950年6月25日清晨，朝鲜人民军的10个师向大韩民国发起全面入侵。89,000人的兵力分为6股向大韩民国国军发起突袭，令对方全线溃败。韩国国军不但规模较人民軍小，而且普遍缺乏武器装备，对突如其来的战争也没有准备:1。数量上占优势的朝鲜军队越过边境后在稳步南下前面对的只是38,000名韩国士兵的零星抵抗:2，大部分韩国军队面对侵略选择了撤退:35。北朝鲜军队在数日内就攻下了韩国首都漢城（今首爾），迫使该国政府和支离破碎的军队进一步向南撤离:35。
入侵的消息很快通过外國駐韩大使和记者传遍了世界。美国的记者在战争打响后不到5个小时就发出了报道。美国驻韩大使约翰·J·穆乔于北美东部时区6月24日晚上22点26分将一纸电报拍至美国国务院:244。随着战况越来越激烈，美国国务卿迪安·艾奇逊将情况告知了联合国秘书长特吕格韦·赖伊和正在密苏里州独立城的家中休息的美国总统哈里·S·杜鲁门。杜鲁门对这场进攻深感不安，他将之比喻为珍珠港事件；而对赖伊来说，这让他想到了二战时期的威瑟演习作战，担心这将引发第三次世界大战。杜鲁门决心尽快采取行动，以防事态进一步升级:245。穆乔与李承晚会面，对方告知韩国军队的弹药将在十天内耗尽，而且无法独力对抗这场侵略。他要求联合国和美国在这场战争中对韩国施以援手:246。
赖依说服联合国安全理事会于6月25日下午14点在纽约市召开第473次会议:37，他在会议上提交了一份联合国驻韩委员会的详细报告，向与会代表说明情况，坚持由联合国采取行动恢复韩国的和平:247。根据这份报告，当时的情况已经属于全面战争:251。然后，美国外交官欧内斯特·A·格罗斯（Ernest A. Gross）也提交了穆乔的报告:248。
美国提起的一项决议指出，北朝鲜的入侵是对和平的破坏，违反了《联合国宪章》第七条:37。北朝鲜和韩国当时都不是联合国成员，格罗斯提议请韩国驻美大使兼驻联合国观察员张勉出席会议，这一要求获得了批准，南斯拉夫社会主义联邦共和国代表要求让北朝鲜外交官也予出席，但没有获得批准。张勉在会上阅读了一份事先准备好的声明，称这场侵略是一次灭绝人性的罪行，并表示联合国在韩国的建国中扮演着举足轻重的角色，因此有责任来协助他的国家对抗侵略:248。经过辩论、修订和修改措辞后，安理会通过了决议案:37。

## 决议案
安全理事会，

覆按大会于一九四九年十月二十一日决议案二九三（四）所获结论，认大韩民国政府为合法成立之政府，在联合国韩国问题临时委员会所能视察及资询及大多数韩国人民居住之韩国部分行使有效管制与管辖；该政府系经该部分韩国选民依法自由表达意愿且在临时委员会监视下选出；又该政府为韩国境内唯一具有此种资格之政府，
深悉大会一九四八年十二月十二日决议案一九五（三）及一九四九年十月二十一日决议案二九三（四）对可能后果所表关切，认为除非会员国对联合国促成韩国完全独立与统一所求成果勿作损害行为，则后果或将随至；又悉该两决议案对联合国韩国问题委员会报告书内所陈情势威胁大韩民国及其人民只安全与福利甚或导致公开之军事冲突一节亦表关切，
鉴悉北朝鲜部队对大韩民国施行武装攻击至深关切，
断定此种行为构成对和平之破坏；并且
一

要求立即停止敌对行动；
促请北朝鲜当局立即将其军队撤至北纬三十八度；
二

请联合国韩国问题委员会：
（a） 尽速将该委员会对此项情势周详考虑后之建议具报，勿事积延；
（b）监视北朝鲜军队撤至北纬三十八度；
（c） 将本决议案执行情形随时向安全理事会具报；
三

促请全体会员国尽力协助联合国执行本决议案，勿予北朝鲜当局任何援助。

### 投票
| 赞成 (9)                                                        | 弃权 (1)    | 反对 (0) | 缺席 (1) |
| --------------------------------------------------------------- | ----------- | -------- | -------- |
| 1. 英国 2. 美国 3. 法國 4. 中国 5. 古巴 6. 埃及 7. 挪威 8. 印度 | 1. 南斯拉夫 |          | 1. 苏联  |

 * 標註粗体者为联合国安理会常任理事国
决议案以9票赞成，无反对票的結果通过。支持的国家分别是美利坚合众国、大不列颠及北爱尔兰联合王国、中华民国、法兰西共和国、古巴共和国、厄瓜多共和国、埃及王国、挪威王国和印度共和国。南斯拉夫社会主义联邦共和国的阿勒斯·巴布勒（Ales Babbler）选择弃权:249，本來能否決侵略定性的蘇維埃社會主義共和國聯邦的代表则因为这年中一次对程序上存在分歧而抵制所有的联合国会议（安理会部分，其餘仍參加）至同年八月才重新出席。苏联常驻联合国代表雅科夫·马利克也被苏共中央总书记约瑟夫·斯大林亲自下令不得参加任何联合国安理会的会议。秘书长赖依是这个决议案坚定的支持者，他将这场军事侵略视为对联合国权威的挑战:306。

## 影响
决议案表明北朝鲜为侵略者，这看来是美国的一次政治胜利:306。这天早些时候，杜鲁门总统命令参谋长联席会议联系远东地区美国駐军的司令官——美国陆军五星上将道格拉斯·麦克阿瑟。他命令麦克阿瑟准备船只撤离身在韩国的美国公民，并授权他将弹药和给养送至釜山来支援漢城至金浦一线的韩国國军。他指示麦克阿瑟派一个调查小组进入韩国对事态进行评估，以确定应该如何对之提供帮助。杜鲁门还命令动员美国海军准备进入这一地区:38:250。
美国驻联合国代表之后联系了苏联代表，请求克里姆林宫运用其影响力迫使北朝鲜遵守决议，但苏联方面拒绝了这一请求:249。由于决议案在不断升级的冲突中没有发挥效果，安理会又于6月27日召开会议讨论进一步的行动方案，催生了聯合國安理會83號決議案，其中建议由其他成员国加以军事干预来恢复韩国的和平:306。在几天时间内，多个国家派出的船只和飞机，以及占领导地位的美军开始朝韩国进发，揭开了一场全面冲突的序幕:38。
2010年，《外交政策》杂志的科伦·林奇（Colum Lynch）批评第82号决议案是历史上最糟糕的十个联合国决议案之一。苏联不再抵制安理会后，就开始一再使用其否决权阻止任何对北朝鲜不利的决议案通过。作为回应，艾奇逊向联合国大会提议了一个新的程序可以让成员国绕过安理会寻求联合国大会的批准，包括建议运用武力，这就是之后获得通过的联合国大会377号决议。这个决议允许成员国在安理会无法通过一项决议时召开开放式的联合国大会紧急特别会议，以解决对国际和平与安全的威胁。林奇在文章中写道，这一规则的建立对美国带来了意想不到的消极后果。1997年，多个阿拉伯国家发起第十届联合国大会紧急会议来解决以巴冲突和以色列对约旦河西岸地区及加沙地带的占领。这场会议的召集就是一种绕过美国否决权的方式，在之后十年中先后召开了30次会议，并且从未正式闭幕。